# Alvin and the Chipmunks (loạt phim)
Nhóm hát hoạt hình hư cấu Alvin and the Chipmunks do Ross Bagdasarian tạo ra đã xuất hiện trong tám bộ phim dài tập kể từ khi ra mắt.

## Phim

### Alvin và hội Chipmunks(2007)
Trong một trang trại trên cây, ba chú sóc chuột có thiên hướng âm nhạc, Alvin (Justin Long), kẻ gây rối tinh quái, Simon (Matthew Grey Gubler), kẻ thông minh trong bộ ba, và Theodore (Jesse McCartney) chú sóc chuột đáng yêu mũm mĩm, tìm thấy cây của chúng bị chặt và được chở đến Los Angeles. Khi ở đó, họ gặp nhạc sĩ thất vọng David Seville (Jason Lee), và mặc dù ấn tượng ban đầu là một ngôi nhà tồi tàn, họ đã gây ấn tượng với anh ấy bằng tài năng ca hát của họ. Nhìn thấy cơ hội thành công, cả người và sóc chuột đã thỏa thuận để họ hát các bài hát của anh ấy. Mặc dù tham vọng đó chứng tỏ một cuộc đấu tranh khó khăn với bộ ba khó khăn, nhưng sau cùng thì giấc mơ đã thành hiện thực. Tuy nhiên, thành công đó cho thấy những thử thách của chính nó khi người điều hành hồ sơ vô đạo đức của họ, Ian Hawke (David Cross), lên kế hoạch chia tay gia đình này để bóc lột các cậu bé. Liệu Dave và Chipmunks có thể khám phá ra điều họ thực sự coi trọng giữa vẻ hào nhoáng bề ngoài xung quanh họ không?

### Alvin and the Chipmunks 2(2009)
Những cảm giác pop Alvin (Justin Long), Simon (Matthew Grey Gubler) và Theodore (Jesse McCartney) cuối cùng được chăm sóc bởi Dave Seville (Jason Lee) Toby (Zachary Levi)). Các chàng trai phải gác lại dàn siêu sao âm nhạc để trở lại trường học, và được giao nhiệm vụ cứu chương trình âm nhạc của trường bằng cách giành giải thưởng 25.000 đô la trong trận chiến của các ban nhạc. Nhưng Chipmunks bất ngờ gặp nhau trong trận đấu của ba chú sóc chuột biết hát được gọi là The Chipettes — Brittany (Christina Applegate), Jeanette (Anna Faris) và Eleanor (Amy Poehler). Những tia lửa lãng mạn và âm nhạc được bùng cháy khi Chipmunks và Chipettes ngừng hoạt động.

### Alvin and the Chipmunks 3(2011)
Dave (Jason Lee), Chipmunks và Chipettes tận hưởng niềm vui và sự nghịch ngợm trên một chuyến du thuyền sang trọng trước khi kỳ nghỉ đi biển của họ đi đường vòng bất ngờ đến một hòn đảo chưa được khám phá. Giờ đây, Alvin (Justin Long) và bạn bè càng khó khăn hơn trong việc tìm kiếm cách trở lại nền văn minh, thì càng có nhiều điều hiển nhiên rằng họ không đơn độc trên hòn đảo hẻo lánh thiên đường này.

### Alvin and the Chipmunks: Sóc chuột du hí(2015)
Thông qua một loạt hiểu lầm, Alvin (Justin Long), Simon (Matthew Grey Gubler) và Theodore (Jesse McCartney) tin rằng Dave (Jason Lee) sẽ cầu hôn bạn gái mới của anh ấy ở Miami... và bỏ rơi họ. Họ có ba ngày để đến gặp anh ta và ngăn chặn lời cầu hôn, không chỉ cứu mình khỏi mất Dave mà còn có thể có được một người anh kế khủng khiếp.

## Tiếp nhận

### Hiệu suất phòng vé
Phim hoạt hình do anh thực hiện là loạt phim người thật đóng / phim hoạt hình có doanh thu cao nhất và loạt phim ca nhạc có doanh thu cao thứ 6 mọi thời đại. Bộ phim đầu tiên được xếp hạng là bộ phim hoạt hình / người thật có doanh thu cao thứ 5 mọi thời đại, với các phần tiếp theo của nó được xếp hạng 4, 7 và 17 mọi thời đại.
| Phim                                     | Ngày phát hành       | Doanh thu        | Doanh thu         | Doanh thu      | Xếp hạng phòng vé | Xếp hạng phòng vé | Ngân sách  | Ref.  |
| Phim                                     | Ngày phát hành       | Hoa Kỳ và Canada | Các lãnh thổ khác | Toàn thế giới  | Hoa Kỳ và Canada  | Toàn thế giới     | Ngân sách  | Ref.  |
| ---------------------------------------- | -------------------- | ---------------- | ----------------- | -------------- | ----------------- | ----------------- | ---------- | ----- |
| Alvin siêu quậy                          | 14 tháng 12 năm 2007 | $217,326,974     | $144,009,659      | $361,336,633   | #163              | #322              | $60 triệu  | [ 1 ] |
| Alvin and the Chipmunks 2                | 23 tháng 12 năm 2009 | $219,614,612     | $223,525,393      | $443,140,005   | #154              | #229              | $75 triệu  | [ 2 ] |
| Alvin and the Chipmunks 3                | 16 tháng 12 năm 2011 | $133,110,742     | $209,584,693      | $342,695,435   | #422              | #358              | $75 triệu  | [ 3 ] |
| Alvin and the Chipmunks: Sóc chuột du hí | 18 tháng 12 năm 2015 | $84,536,627      | $142,576,432      | $227,654,481   | #831              | #601              | $90 triệu  | [ 4 ] |
| Total                                    | Total                | $661,934,689     | $707,915,813      | $1,381,630,866 |                   |                   | $300 triệu | [ 5 ] |

### Phản ứng phê bình và công khai
| Phim                                     | Rotten Tomatoes    | Metacritic       | CinemaScore |
| ---------------------------------------- | ------------------ | ---------------- | ----------- |
| Alvin siêu quậy                          | 28% (109 đánh giá) | 39 (23 đánh giá) | A           |
| Alvin and the Chipmunks 2                | 20% (84 đánh giá)  | 41 (20 đánh giá) | A           |
| Alvin and the Chipmunks 3                | 11% (81 đánh giá)  | 24 (19 đánh giá) | B+          |
| Alvin and the Chipmunks: Sóc chuột du hí | 15% (67 đánh giá)  | 33 (19 đánh giá) | A–          |